# تن‌تن و دریاچه کوسه‌ها
تن‌تن و دریاچه کوسه‌ها (فرانسوی: Tintin et le lac aux requins‎) یک فیلم انیمیشنی بر اساس ماجراهای تن‌تن و میلو به کارگردانی ریمون لوبلان است که در سال ۱۹۷۲ منتشر شد. این فیلم توسط هرژه، نویسنده داستان‌های تن‌تن نوشته نشده؛ بلکه توسط کمیک‌نویس بلژیکی گرِگ، که دوست هرژه بود نوشته شده است. این فیلم بعدها با استفاده از عکس‌ها و نقاشی‌هایی که در آن استفاده شده بود، به صورت یه کتاب کمیک درآمد. کتاب این فیلم نخستین بار توسط انتشارات ونوس در ایران منتشر شد.